# 绍尔罗德
绍尔罗德，是匈牙利杰尔-莫雄-肖普朗州所辖的一个村。总面积40.07平方公里，总人口1159，人口密度28.9人/平方公里（2011年1月1日）。